# Спаниш Ривър
Спаниш Ривър (Испанска река) (на английски: Spanish River) е река в Южна Канада, южната част на провинция Онтарио, вливаща се от север в езерото Хюрън. Дължината ѝ от 338 км ѝ отрежда 107 място сред реките на Канада.
Река Спаниш Ривър изтича от югоизточния ъгъл на езерото Бискотас (на 401 м н.в.). Тече в южна посока през няколко проточни езера до навлизането си в езерото-язовир Агню (на 262 м н.в.). В него завива на изток, а след напускането му прави обратен завой и се насочва на югозапад. Преминава покрай град Еспаньола (5364 души) и при малкото градче Спаниш се влива чрез делта в северната част на залива Норт Чанъл на езерото Хюрън.
Площта на водосборния басейн на Спаниш Ривър е 14 000 km2, което представлява 1% от водосборния басейн на река Сейнт Лорънс.
Основни притоци на Спаниш Ривър са реките: Вермильо (ляв); Агнес, О'Сабъл и Уаконасин (десни).

### Хидроложки показатели
Средният многогодишен отток в устието на Спаниш Ривър е 150 m3/s, като максималният е през месеците юни и юли, а минималния през януари и февруари. От ноември до април реката замръзва.
По течението на реката има изградени няколко преградни стени, в основата на които има действащи ВЕЦ-ове.
Името на реката е в резултата на недоразумение. Когато първите английски трапери достигат до нея местните индианци ги посрещат с приветствия на испански език, научен от пленената от тях испанка. Мислейки, че районът вече е открит и колонизиран от испанците англичаните назовават реката Спаниш Ривър (Испанска река), название което се запазва не само за реката, но и за двете други селища по нея Еспаньола и Спаниш.